# Emil Cardinaux
Emil Cardinaux, né le 11 novembre 1877 à Berne et mort dans la même ville le 2 octobre 1936, est un artiste-peintre suisse, spécialiste de l'affiche publicitaire.

## Biographie
Bien que né à Berne, il est originaire, de même que sa famille, du village vaudois de Palézieux. Après avoir suivi ses études dans sa ville natale, il part pour Munich en 1898 où il devient élève à l'académie. Il voyage ensuite dans plusieurs pays d'Europe avec de fréquents retours dans son pays natal, avant de s'installer définitivement à Berne en 1911.
Au début du XXe siècle, il crée la première affiche « moderne » représentant le Cervin et se spécialise dans la création d'affiches publicitaires ou politiques. Il est le premier à produire une illustration pour Das Plakat (Berlin) en janvier 1913.